# Veit Hirschvogel
Veit Hirschvogel der Ältere (auch: Hirsvogel; * 1461 in Nürnberg; † 24. Dezember 1526 ebenda) war ein deutscher Glasmaler der Renaissance.

## Leben

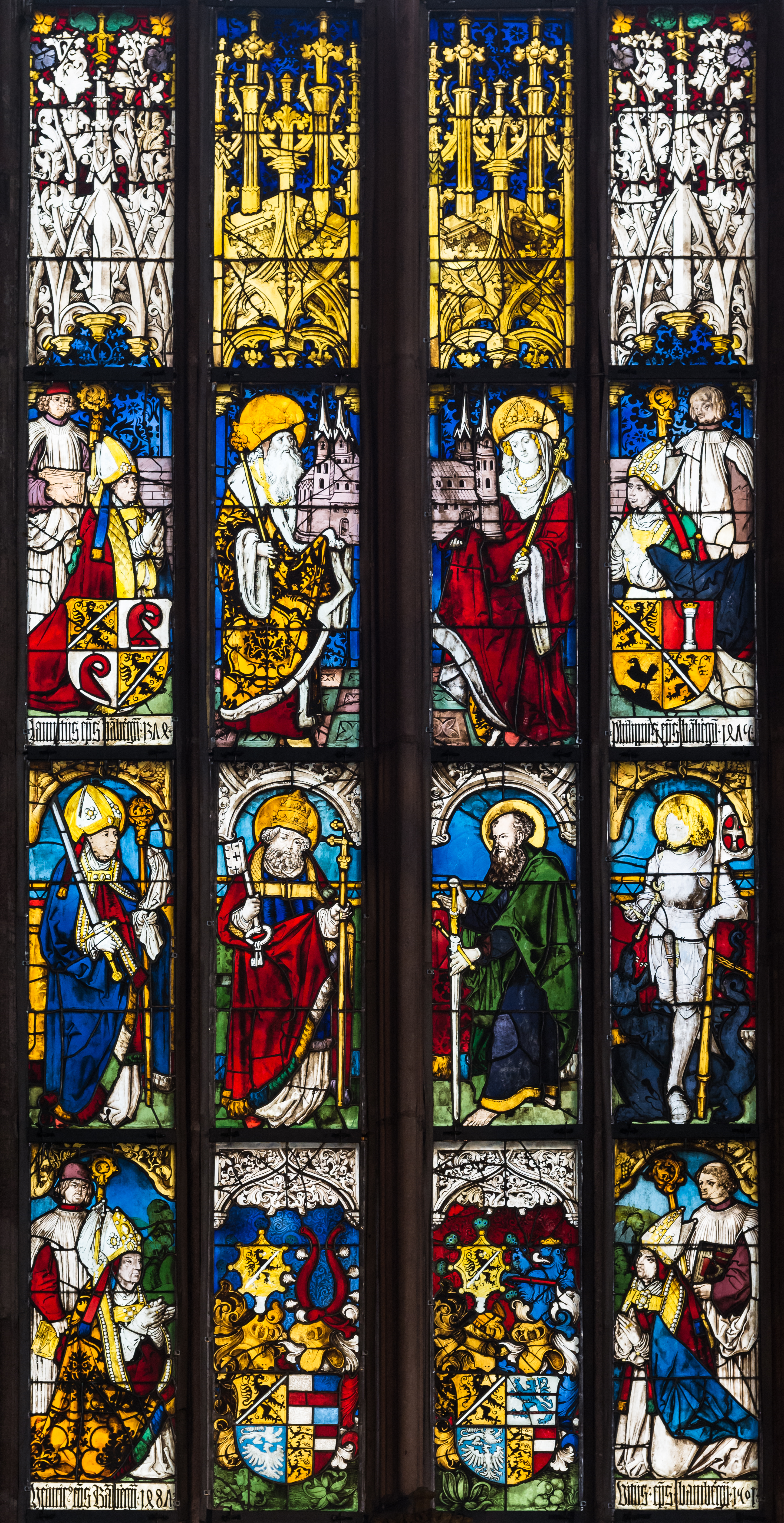
Bamberger Fenster in der Nürnberger Sebaldskirche, nach Entwurf Dürers

Veit war Sohn eines Nürnberger Glasers namens Heinz Hirsvogel († September 1475).
Unter Veit Hirschvogels Leitung wurde die Glasmalerwerkstatt zum führenden Hersteller für Glasfenster in Nürnberg und Umgebung. Ab etwa 1500 arbeitete er mit dem in Nürnberg ansässigen Albrecht Dürer zusammen. So fertigte Hirschvogel etwa das Bamberger Fenster (mit Wappen und Darstellungen der Fürstbischöfe von Bamberg) in der Kirche St. Sebald nach Dürers Entwürfen, ebenso das von Maximilian I. gestiftete Kaiserfenster und das von den Hohenzollern gestiftete Markgrafenfenster, unter Beteiligung von Dürers Schüler Hans Süß von Kulmbach.
Als Werk von Hirschvogel und Dürer gilt auch das Mose-Fenster in der Basilika St. Jakob in Straubing. Die Zusammenarbeit mit dem erfinderischen und künstlerisch innovativen Dürer brachte die Nürnberger Glasmalerei auf eine nie zuvor erreichte Höhe. Der Stil wechselte von der dekorativen Flächengestaltung zur illusionistischen Motivmalerei, bei der sich die Aufteilung der Glasflächen nach dem Motiv richtete und nicht mehr umgekehrt.
Veit Hirschvogel hatte fünf Söhne, Veit (genannt Veit Hirschvogel der Jüngere; 1485–1553) und den jung verstorbenen Hans Hirschvogel, beide Glasmaler, Martin Hirschvogel, ein Goldschmied, der nach Fribourg auswanderte, Stefan Hirschvogel, ein Dominikaner, und Augustin Hirschvogel (1503–1553). Die Werkstatt wurde zeitweise von Augustin weitergeführt, der sich jedoch nach anderen Tätigkeiten umsah, als die Reformation in Nürnberg das Geschäft mit den Kirchenfenstern weitgehend ruiniert hatte. Augustin verließ Nürnberg und zog nach Wien, während sein Neffe Sebald Hirschvogel (1517–1589; Sohn von Veit Hirschvogel d. J.) die Werkstatt weiterführte.
Das Grab Veit Hirschvogels befindet sich auf dem Johannisfriedhof (Nürnberg) (Grab Nr. 903). Nach der Künstlerfamilie ist auch die Nürnberger Hirschvogelstraße benannt.

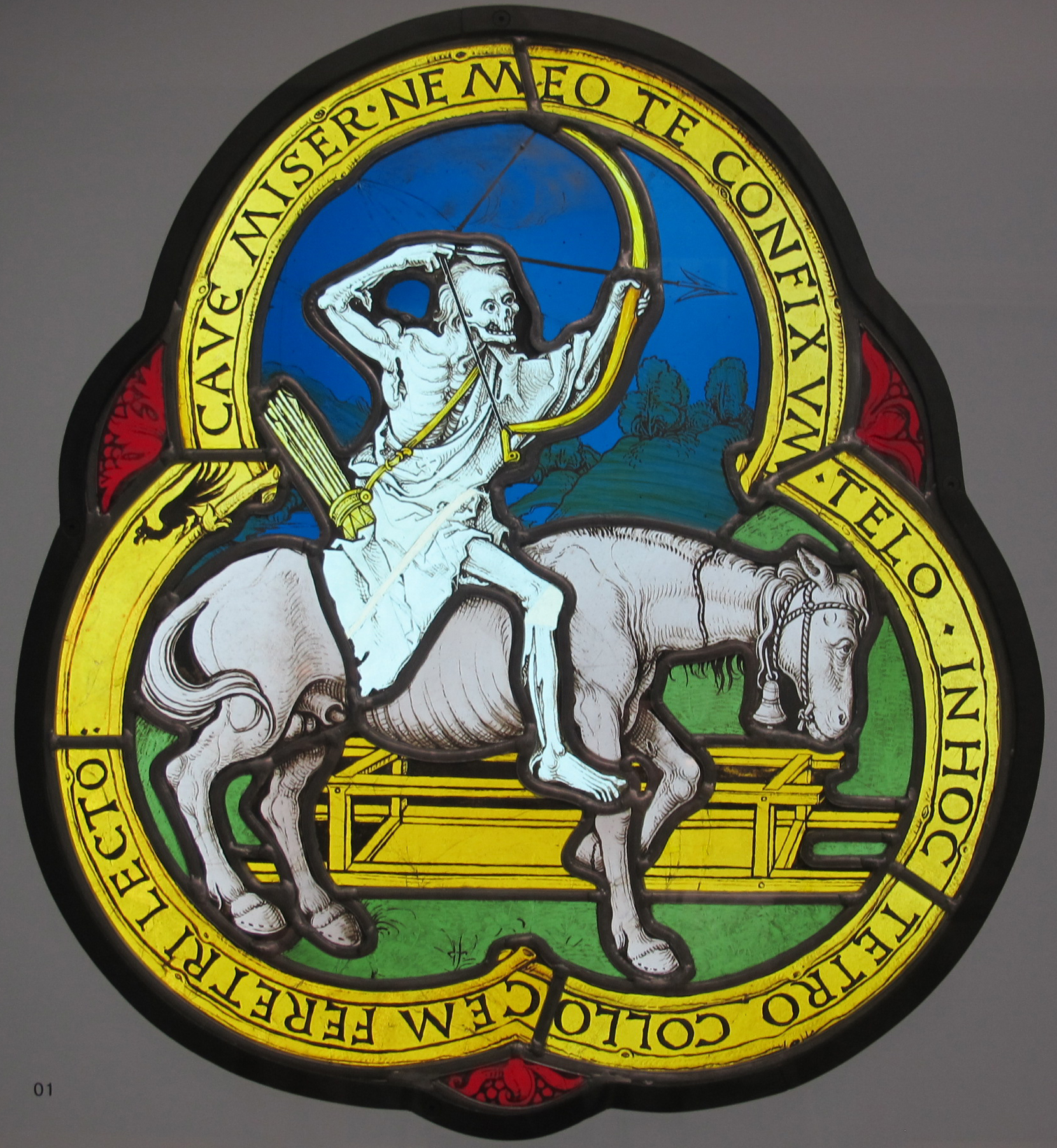
Der reitende Tod (1502)
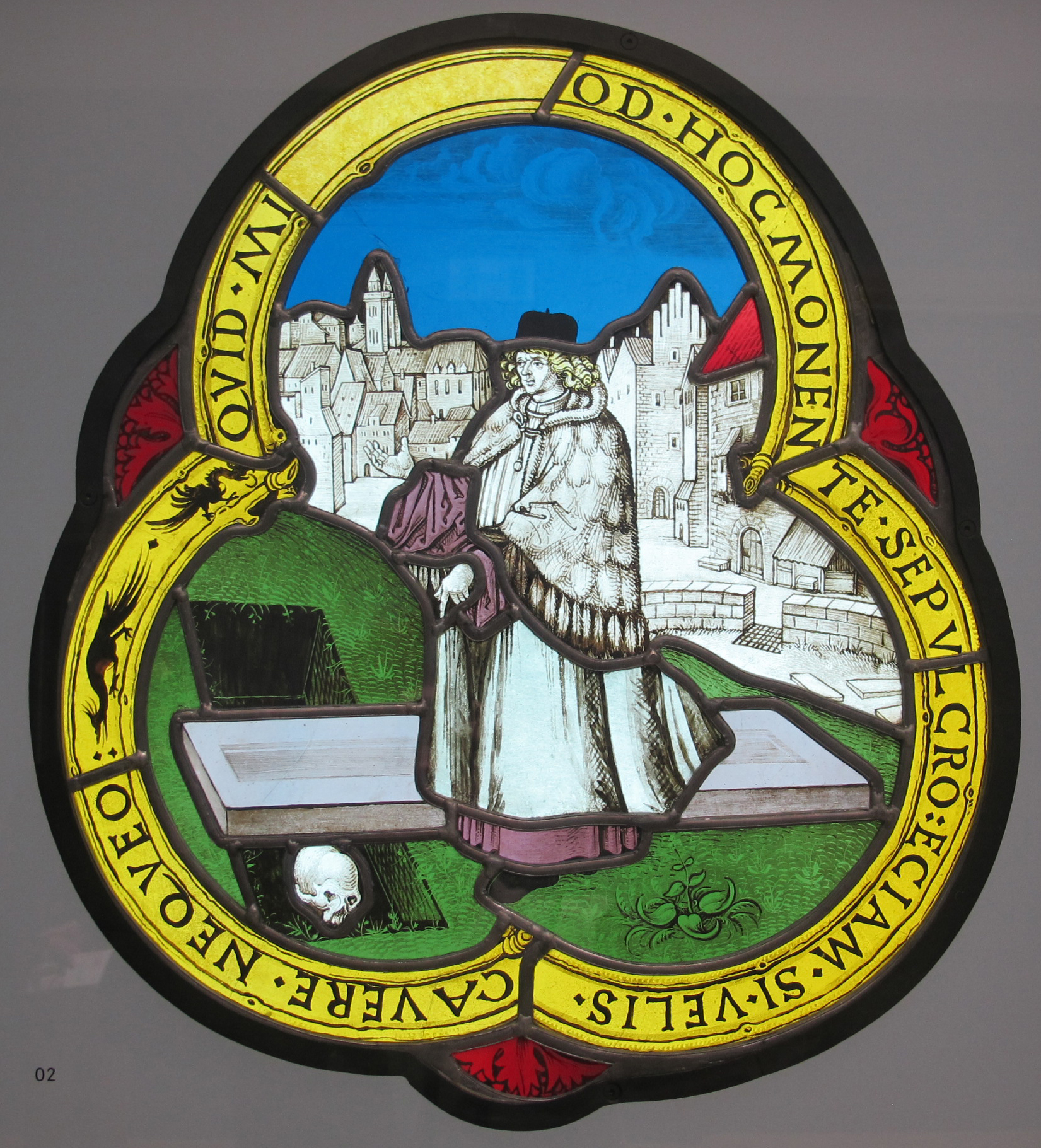
Der Propst Sixtus Tucher (1502)
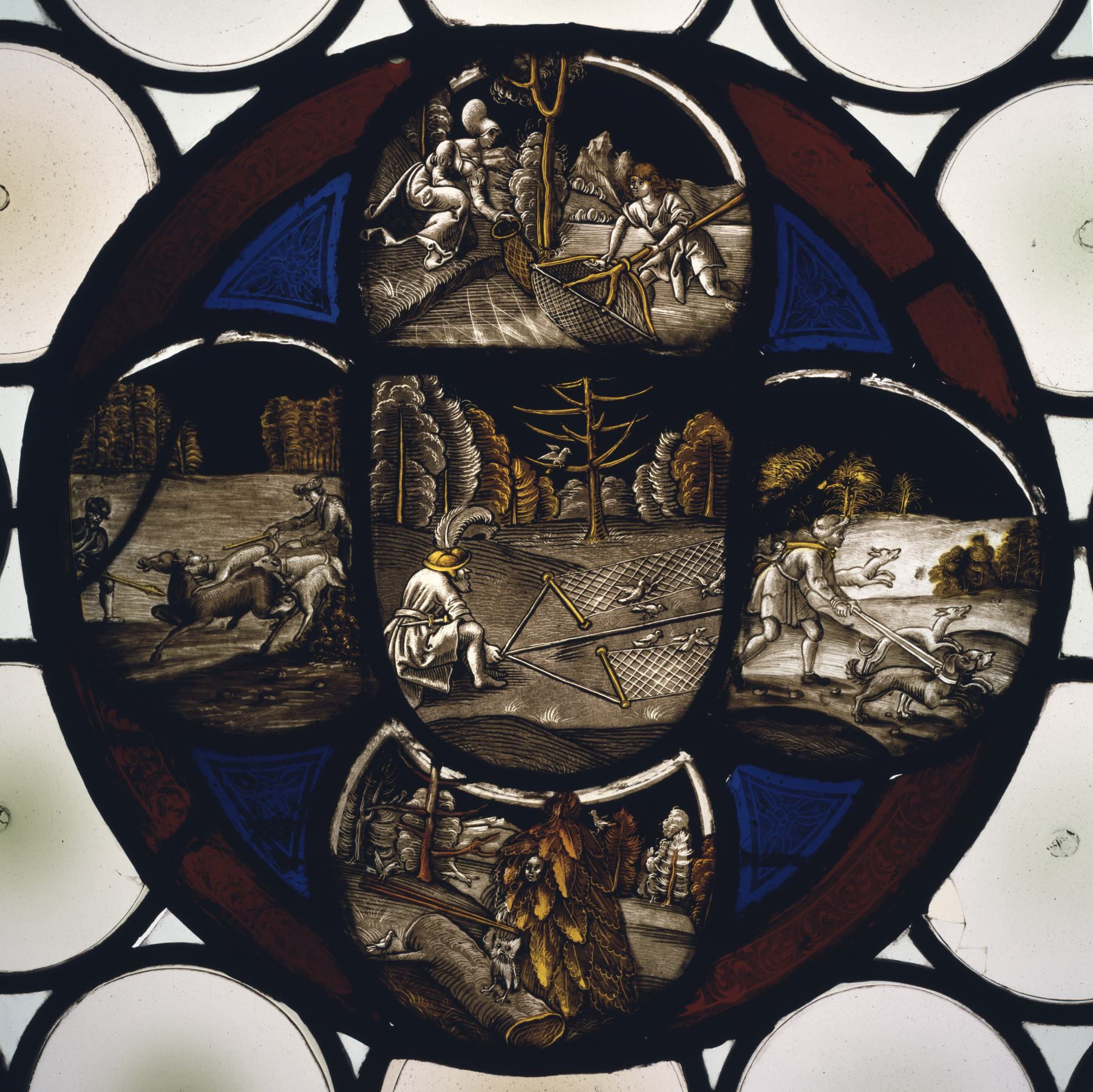
Scheibe mit Jagdszenen